# کوه نورث استار
کوه نورث استار (به انگلیسی: North Star Mountain) یک کوه در ایالات متحده آمریکا است که در شهرستان چیلان، واشینگتن واقع شده‌است. کوه نورث استار ۲٬۴۶۷٫۶۹ متر بالاتر از سطح دریا واقع شده‌است.